# La marcia su Roma
La marcia su Roma és una pel·lícula de comèdia italiana de 1962 dirigida per Dino Risi, amb Vittorio Gassman i Ugo Tognazzi, amb l'objectiu de descriure la Marxa sobre Roma dels camises negres de Benito Mussolini des del punt de vista de dos camises negres naïfs recentment reclutats.
El tema principal de la pel·lícula és la traïció gradual de totes les promeses del Partit Nacional Feixista: tots dos marquen gradualment tots els punts principals del programa feixista tal com es descriu en un fulletó de propaganda cada vegada que es contradiuen amb la pràctica. En les seves primeres etapes, el feixisme era un moviment republicà radical, desconfiat de les grans empreses, de la noblesa i de l'Església Catòlica (el mateix Mussolini havia estat socialista a principis de la seva carrera, i va ser expulsat del Partit Socialista Italià quan el seu nacionalisme es va fer cada cop més pronunciat). En arribar a Roma, i havent-assolit l'objectiu del partit, abandonen el partit feixista en el moment de la seva victòria.

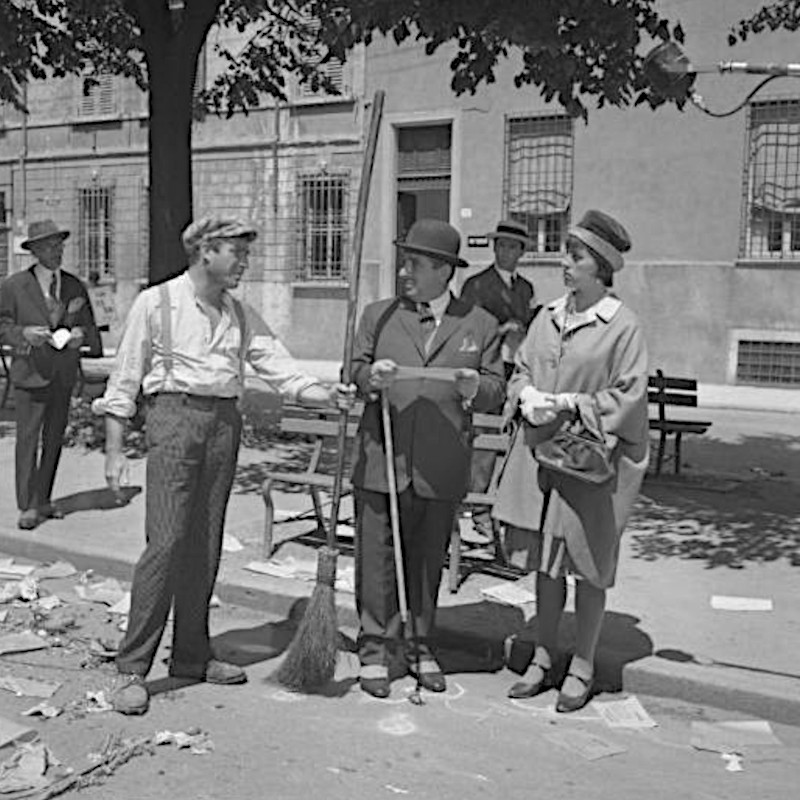
Set de rodatge de la pel·lícula

## Argument
La pel·lícula està ambientada a Itàlia l'any 1922. Dos amics que tornen de la Primera Guerra Mundial, Rocchetti i Gavazza, s'uneixen al Partit Feixista a Milà. Mentre que el segon és un oportunista, el primer és un catòlic romà que és convençut pel seu amic per unir-se al partit, i està convençut pel programa revolucionari emès a Piazza San Sepolcro. A l'octubre, els dos amics s'uneixen a un grup de feixistes que marxa cap a Roma per emportar-se, però durant el viatge Rocchetti, veient el comportament dels funcionaris feixistes i les forces que ajuden el partit, va abandonant progressivament les seves esperances sobre el programa revolucionari feixista. Quan finalment Rocchetti intenta escapar, és apallissat gairebé fins a la mort. Gavazza el salva i fuig amb el seu amic. Tanmateix, es fa la Marxa sobre Roma, i els dos amics no poden deixar de mirar en silenci com es produeix el canvi polític. L'última escena de la pel·lícula mostra al rei Víctor Manuel III d'Itàlia observant des del balcó del Palau del Quirinal els feixistes. Aleshores es dirigeix al Gran Almirall Paolo Thaon di Revel i li diu que està disposat a "provar els feixistes durant uns mesos".

## Repartiment
- Vittorio Gassman: Domenico Rocchetti
- Ugo Tognazzi: Umberto Gavazza
- Roger Hanin: Capitano Paolinelli
- Mario Brega: Marcacci "Mitraglia"
- Angela Luce: Contadina
- Giampiero Albertini: Cristoforo
- Liù Bosisio: Adelina
- Daniele Vargas: "Sua Eccellenza"
- Howard Nelson Rubiens : Judge Bellinzoni

## Producció
Sota l'aparença tragicòmica d'una commedia all'italiana típica, en realitat, la pel·lícula presenta una reconstrucció satírica de l'adveniment del feixisme.
El protagonista interpretat per Vittorio Gassman representa la condició de veterans que es veuen afectats per la greu crisi econòmica de la postguerra i que veuen com per als altres la guerra era una oportunitat per fer-se ric.
El capità Paolinelli, en canvi, representa el malestar d'aquells que d'alguna manera s'havien realitzat durant la guerra i que ara se sentien inadaptats a la nova condició de pau. Així doncs, tots dos esperen en el feixisme que es proclama guardià d'excombatents i perseguidor dels capitalistes aprofitadors que s'han enriquit amb subministraments militars. El pagès Gavazza, catòlic del Partit Popular, se sent atret pel feixisme perquè li promet una revolució proletària i camperola que li donarà la terra. També aquí, la pel·lícula destaca les responsabilitats dels catòlics que veien el feixisme com una barrera contra el socialisme.

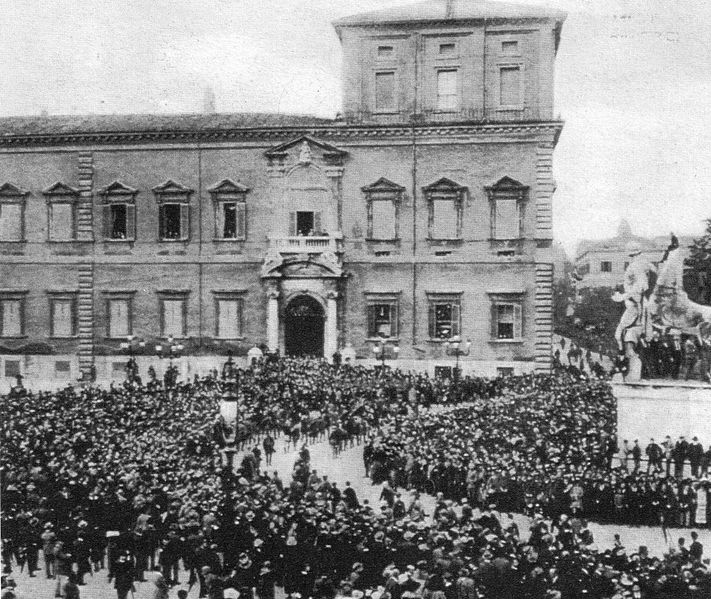
Les camises negres desfilen davant del Quirinal

Aleshores, la pel·lícula recull bé un dels elements determinants per a l'afirmació del règim feixista representat per la inèrcia del govern davant la violència feixista com en l'episodi de la sortida de la presó dels dos protagonistes, i en l'assalt a la seu trels treballadors de la població propera, presenciat pel policia que es va dirigir al seu superior "Brigadier, no tenen carnet d'armes! - i aquests - I què!?"
Igualment important és la connotació de com es va afirmar el feixisme gràcies al suport econòmic dels grans agraris identificats a la pel·lícula pel decrèpit marquès a qui els dos companys decomissaren el cotxe que reduiran a ferralla: per això seran durament castigats per Paolinelli quan el marquès els recorda el "suport generós" donat al partit feixista.
Tota la història passa llavors en un context en què els ciutadans són partidaris del nou règim, mentre que al camp anarquista i socialista hi ha una forta, fins i tot violenta, oposició dels pagesos i a les ciutats dels treballadors dels quals Rocchetti és víctima i corre el risc de ser linxat.
A continuació, la pel·lícula esmenta també la responsabilitat dels intel·lectuals per l'adveniment del feixisme, esbossada en la figura del poeta feixista dannunzià que acompanya tota l'expedició, il·lustrant-la amb els seus versos estranys i altíssims. Finalment, està ben demostrada l'oposició de l'exèrcit que amenaça d'exterminar els feixistes i la responsabilitat definitiva de Rei que dóna llum verda a la presa del poder de Mussolini, enganyant-se a si mateix, com mostra l'últim escena de la pel·lícula, que després d'haver eliminat l'amenaça dels "subversius", el règim pot ser substituït en poc temps pel retorn d'un govern liberal moderat.